# Húsavíks flygplats
Húsavíks flygplats är en flygplats i republiken Island.   Den ligger i regionen Norðurland eystra, i den norra delen av landet, 290 km nordost om huvudstaden Reykjavik. Húsavíks flygplats ligger 12 meter över havet. Den ligger vid sjön Sandvatn.